# Liste der Naturdenkmale in Wiesloch
| Naturdenkmale | Anzahl |
| ------------- | ------ |
| FND           | 7      |
| END           | 15     |
| Gesamt        | 22     |

Die Liste der Naturdenkmale in Wiesloch nennt die verordneten Naturdenkmale (ND) der im baden-württembergischen Rhein-Neckar-Kreis liegenden Stadt Wiesloch. In Wiesloch gibt es insgesamt 22 als Naturdenkmal geschützte Objekte, davon 7 flächenhafte Naturdenkmale (FND) und 15 Einzelgebilde-Naturdenkmale (END).
Stand: 1. November 2016.

## Flächenhafte Naturdenkmale (FND)
| Name                          | Bild | Kennung     | Einzelheiten     | Position | Fläche Hektar | Datum         |
| ----------------------------- | ---- | ----------- | ---------------- | -------- | ------------- | ------------- |
| Alte Tongrube Im Kleinen Feld | BW   | 82260980025 | Wiesloch         | ⊙        | 1,5           | 30. Jan. 1996 |
| Feuchtgebiet am Wendehammer   | BW   | 82260980019 | Wiesloch         | ⊙        | 0,5           | 2. März 1989  |
| Feuchtgebiet im Mainzer       | BW   | 82260980020 | Wiesloch         | ⊙        | 0,9           | 2. März 1989  |
| Häldenberg                    | BW   | 82260980021 | Wiesloch         | ⊙        | 0,5           | 2. März 1989  |
| Horrenberger Bahnhof          | BW   | 82260980022 | Wiesloch         | ⊙        | 1,5           | 2. März 1989  |
| Ochsenbacher Rohrwiesen       | BW   | 82260410002 | Leimen, Wiesloch | ⊙        | 3,2           | 15. Okt. 1987 |
| Steinbruch Hummelberg         | BW   | 82260980023 | Wiesloch         | ⊙        | 4,9           | 26. Juli 1990 |
| Legende für Naturdenkmal      |      |             |                  |          |               |               |

## Einzelgebilde (END)
| Name                                 | Bild | Kennung     | Einzelheiten                                         | Position | Fläche Hektar | Datum         |
| ------------------------------------ | ---- | ----------- | ---------------------------------------------------- | -------- | ------------- | ------------- |
| 1 Blutbuche, ehem. Forstamt          | BW   | 82260980004 | Wiesloch                                             | ⊙        | 0,0           | 26. Jan. 2004 |
| 1 Blutbuche, Friedhof                | BW   | 82260980008 | Wiesloch                                             | ⊙        | 0,0           | 28. Juli 1995 |
| 1 Hainbuche, Gemeindewald Eichwald   | BW   | 82260980012 | Wiesloch                                             | ⊙        | 0,0           | 26. Jan. 2004 |
| 1 Rotbuche, Am Amtsgericht           | BW   | 82260980017 | Wiesloch                                             | ⊙        | 0,0           | 26. Jan. 2004 |
| 1 Schwarzkiefer, Bahnhof             | BW   | 82260980016 | Wiesloch                                             | ⊙        | 0,0           | 26. Jan. 2004 |
| 1 Stieleiche, Hohlweg                | BW   | 82260980014 | Wiesloch                                             | ⊙        | 0,0           | 26. Jan. 2004 |
| 1 Weißdorn, am Wasserschloss         | BW   | 82260980010 | Wiesloch                                             | ⊙        | 0,0           | 28. Juli 1995 |
| 1 Winterlinde, am Wasserschloss      | BW   | 82260980009 | Wiesloch                                             | ⊙        | 0,0           | 28. Juli 1995 |
| 1 Winterlinde, Bahnhof               | BW   | 82260980015 | Wiesloch                                             | ⊙        | 0,0           | 26. Jan. 2004 |
| 2 Rotbuchen, Gemeindewald Eichwald   | BW   | 82260980011 | Wiesloch                                             | ⊙        | 0,0           | 26. Jan. 2004 |
| 2 Stieleichen, Gemeindewald Eichwald | BW   | 82260980013 | Wiesloch                                             | ⊙        | 0,0           | 26. Jan. 2004 |
| 2 Winterlinden, Friedhof             | BW   | 82260980018 | Wiesloch                                             | ⊙        | 0,0           | 26. Jan. 2004 |
| 2 Winterlinden, Kirche               | BW   | 82260980001 | Wiesloch Nicht mehr in der LUBW-Datenbank vorhanden. | ⊙        | 0,0           | 28. Juli 1995 |
| 3 Winterlinden, Friedhofskapelle     | BW   | 82260980002 | Wiesloch                                             | ⊙        | 0,0           | 28. Juli 1995 |
| 7 Steinlinden                        | BW   | 82260980003 | Wiesloch                                             | ⊙        | 0,0           | 26. Jan. 2004 |
| Legende für Naturdenkmal             |      |             |                                                      |          |               |               |